# Mansup
Mansup de Míssil Antinavio de Superfície en portugués, anteriormente designado como MAN-1 o AV-RE40 es un misil antibuque brasileño desarrollado por SIATT y la Armada brasileña con un alcance superior a 70 km.

## Desarrollo
Entre los requisitos de desarrollo del misil estaba que fuera totalmente compatible con los lanzadores, consolas y nacionalización de la infraestructura de lanzamiento, con la posibilidad de revitalizar naves antiguas que tienen sus consolas inoperativas, así como la instalación del sistema de lanzamiento a nivel nacional sobre nuevos buques. Otro requisito es el uso de componentes ITAR Free, libres de embargos (limitación de compra y venta de componentes críticos en el área de defensa) y el uso de tecnología desarrollada localmente.
La etapa de desarrollo se llevó a cabo con la contratación de tres empresas y la fundación EZUTE, todas nacionales. OMNISYS se encargó de desarrollar el autodirector (buscador); Avibras fue responsable de los subsistemas de ala y canalón, el sistema de propulsión y también el montaje y prueba de los prototipos. El sistema de guiado, navegación y control (SGNC) y la telemetría estuvieron a cargo de Mectron, posteriormente reemplazado por la empresa SIATT.
Durante la campaña de desarrollo de los misiles se ha disparado tiros reales contra cascos de los barcos desmantelados por la Armada de Brasil, en 2018 el primer prototipo fue lanzado desde la corbeta Barroso seguido en 2019 de dos lanzamientos desde la fragata Independência, esos lanzamientos probaron algunos subsistemas ya en su versión final de producción y el lanzamiento desde la fragata Constituição en septiembre de 2022 marcó el inicio de la fase de calificación de los misiles. Actualmente se está estudiando el uso del motor turborreactor TJ-1000 para aumentar su autonomía, que podría alcanzar los 200 km.

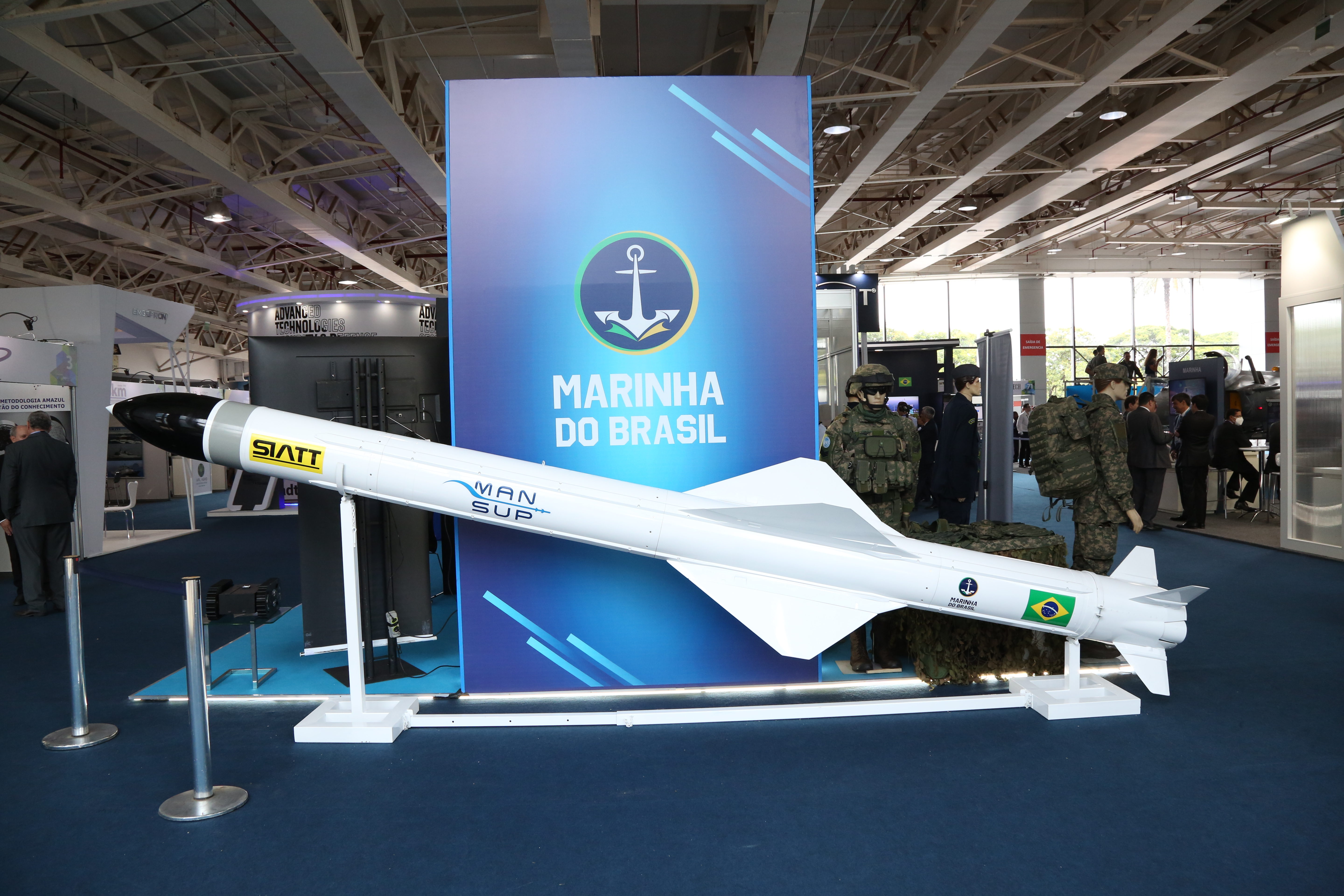
Un misil MANSUP

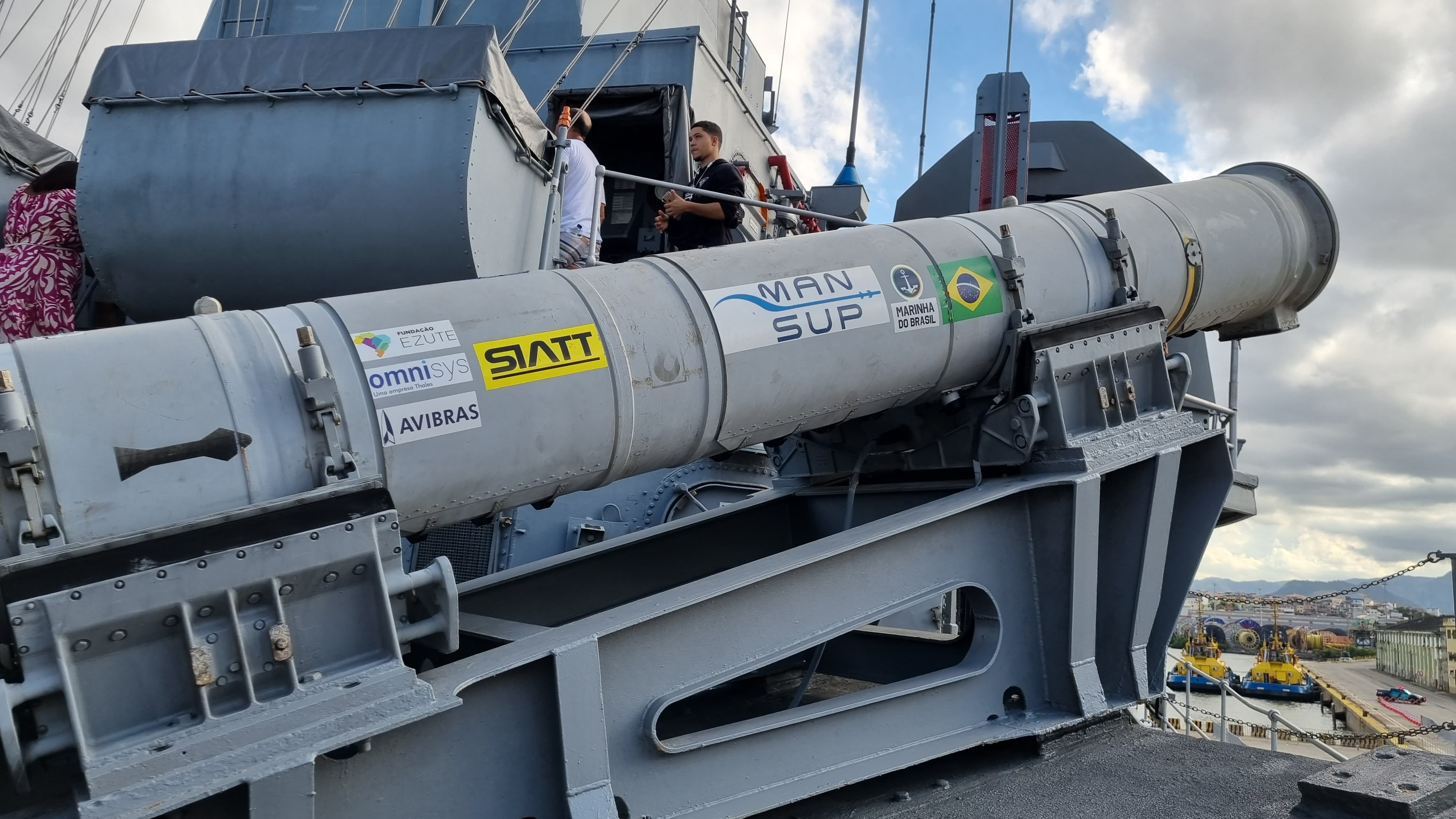
Un lanzador de misiles MANSUP a bordo de la fragata "Liberal" (F-43)

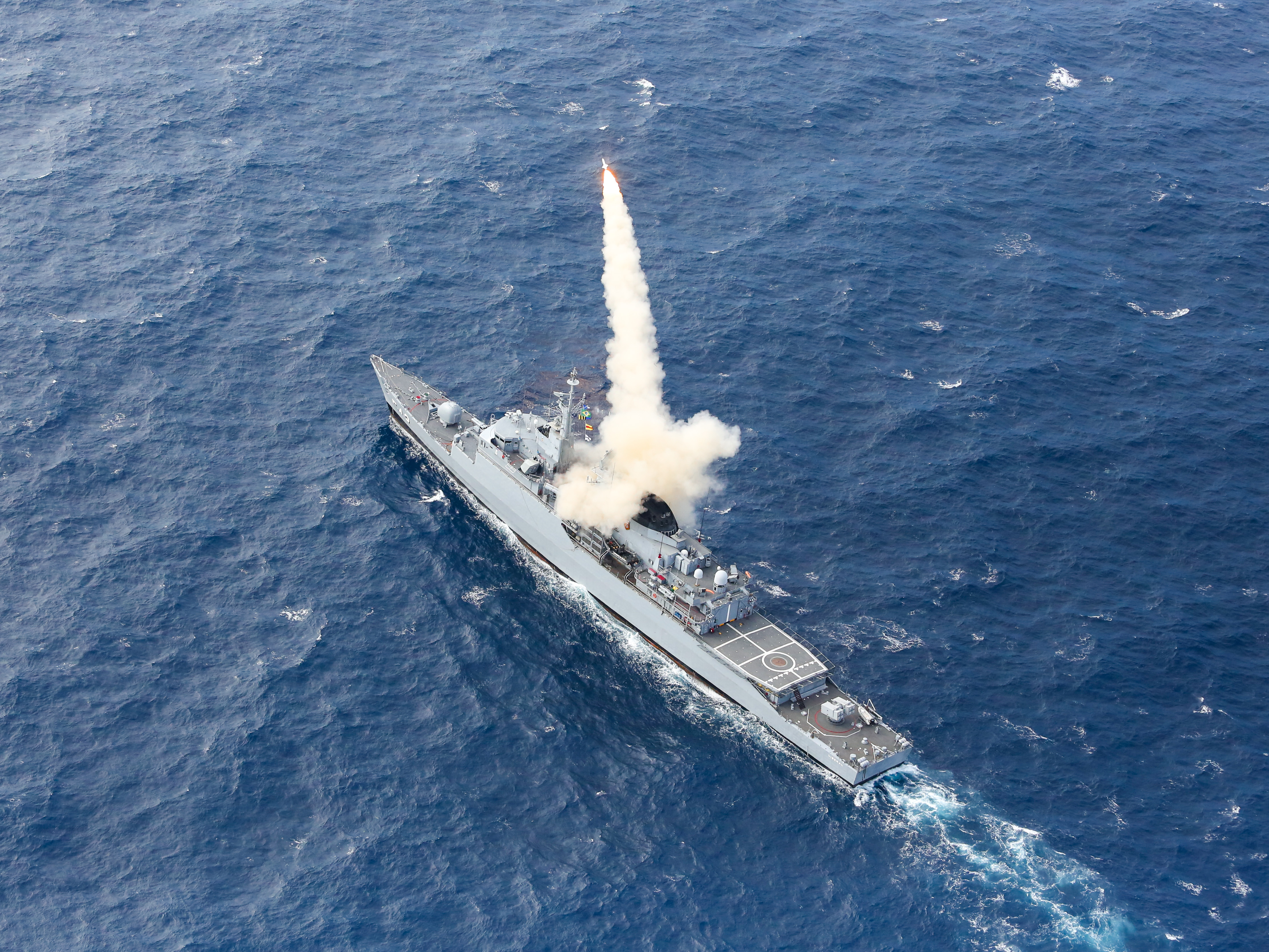
Un misil MANSUP lanzado desde la Fragata "Liberal" (F-43)

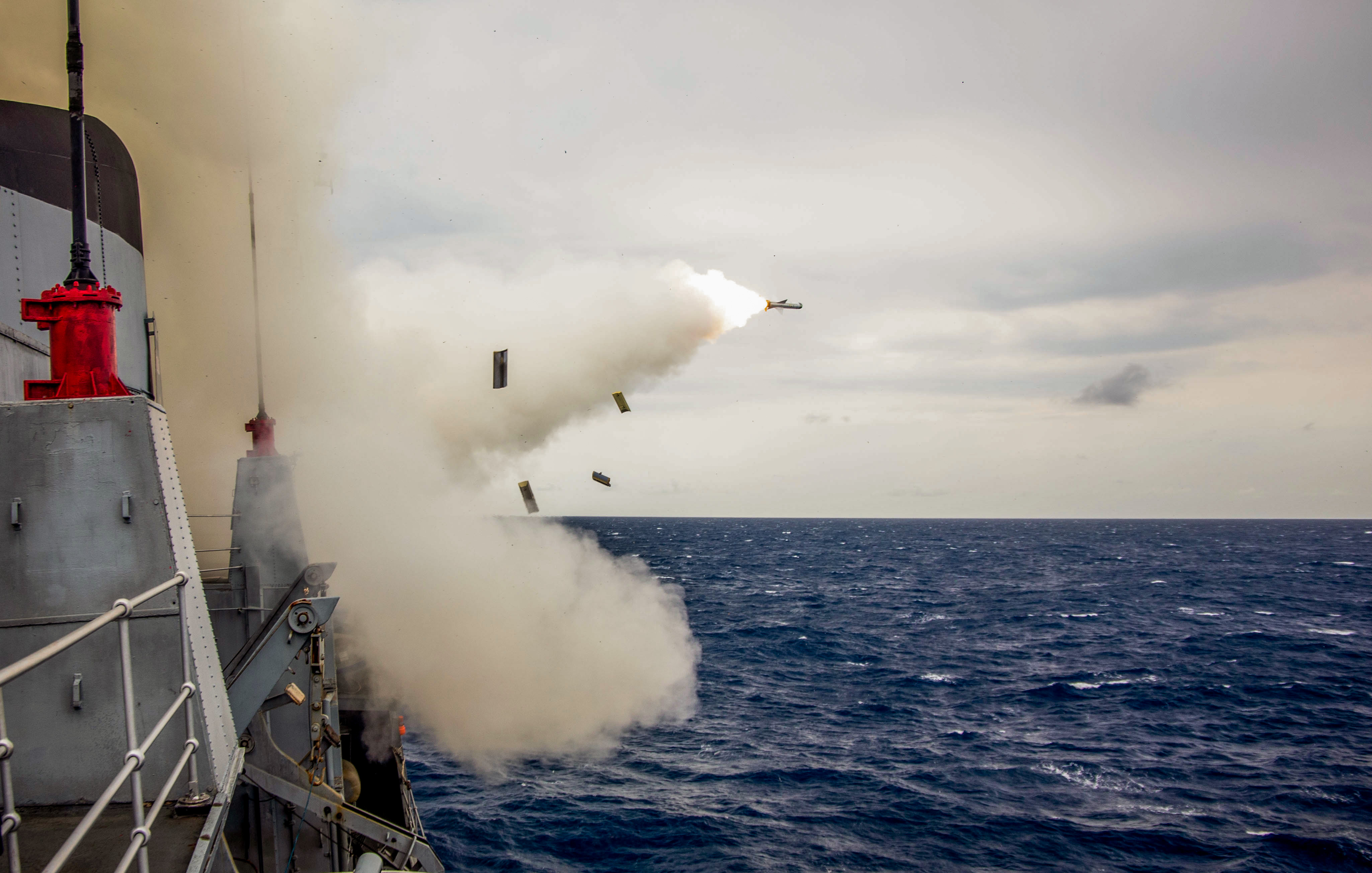
Un misil MANSUP lanzado desde la Fragata. "Constituição" (F-42)

## Historial
En la muestra industrial de defensa de 2022 fue revelado que después de los lanzamientos hasta 2019 se cerró la fase de desarrollo y fue seguido del lote de preproducción con 10 misiles, el primero de los cuales se lanzó en septiembre de 2022 desde la fragata Constituição con utilización de su consola de lanzamiento de misiles (CLM). Ese lote se usará en algunos lanzamientos por año en la campaña de calificación mientras se prepara el contrato de suministro para las nuevas fragatas Tamandaré y también se desarrolla la versión con alcance de 200 km. El armamento equipará las nuevas fragatas Clase Tamandaré y los nuevos submarinos Clase Riachuelo de la fuerza.

## Mansup ER
Después de adquirir una participación en la empresa SIATT, uno de los fabricantes de MANSUP, y firmar un acuerdo con la Armada de Brasil, el grupo Edge de Emiratos Árabes Unidos anunció en el Salón Aeronáutico de Dubay 2023 el desarrollo conjunto de la versión ER, propulsada por turbina y con autonomía de 200 kilómetros. En el mismo evento, las armadas de Brasil y de los Emiratos Árabes Unidos anunciaron la adquisición de lotes de ambas versiones del misil 

## Operadores
- Brasil
  - Marina de Brasil

- Emiratos Árabes Unidos
  - Armada de los Emiratos Árabes Unidos